# Illiers-l'Évêque
Illiers-l'Évêque es una localidad y comuna francesa situada en la región de Alta Normandía, departamento de Eure, en el distrito de Évreux y cantón de Nonancourt.

## Demografía
| 580 | 569 | 595 | 613 | 734 | 890 |
| Para los censos de 1962 a 1999 la población legal corresponde a la población sin duplicidades (Fuente: INSEE [Consultar]) |     |     |     |     |     |